# Broken Back
Broken Back, de son vrai nom Jérôme Fagnet, né le 10 août 1990 à Saint-Malo, en Bretagne, est un auteur-compositeur-interprète et musicien français.

## Biographie
Jérôme Fagnet grandit en Bretagne, à Saint-Malo. En 2012, un déplacement vertébral le contraint à une longue convalescence, et il commence la guitare. Broken Back, son nom d'artiste, signifiant « dos cassé » fait référence à cette période de sa vie. Sa première chanson, postée sur SoundCloud, est une version d'une chanson de Bon Iver.
Il est diplômé de l'EDHEC Business School en 2014.[réf. nécessaire]
En 2016, il publie son premier album studio, l'éponyme Broken Back. Il se classe 75e des charts français et 94e des charts belge wallons,. Il comprend par ailleurs le single Halcyon Birds. L'album est précédé par un EP intitulé Dear Misfortune, Mother of Joy, classé 135e des charts français,.
Broken Back est nommé à la 32e cérémonie des Victoires de la musique en 2017 dans la catégorie « révélation scène de l'année ». La même année, il contribue au morceau Trace ton chemin sur l'album Gemme de Nolwenn Leroy.
En 2018, Broken Back commence a annoncer son retour avec le titre Wonders, une collaboration qu'il partage avec Klingande. Viennent ensuite les titres Young Love, Breath Slow, She Falls, Wake Up avec Henri PFR, One by One puis Jack & Jill. C'est après ce dernier single que Broken Back confirme sur son compte Instagram la publication de Good Days, son nouvel album, pour le 17 janvier 2020. Juste avant la publication de l'opus, Broken Back en délivre un nouvel extrait : l'éponyme Good Days, collaboration avec Dany Synthé.

## Discographie

### Album studio
- 2016 : Broken Back
- 2020 : Good Days[15]
- 2021 : Oh My
- 2022 : Away From Home

### EP
- 2015 : Dear Misfortune, Mother of Joy

### Singles
- 2015 : Happiest Man on Earth
- 2016 : Halcyon Birds
- 2017 : Wait
- 2017 : The Sooner the Better
- 2018 : Wonders[16]
- 2019 : Young Love[9]
- 2019 : Breath Slow[10]
- 2019 : She Falls[17]
- 2019 : Wake Up[12] ft. Henri PFR
- 2019 : One by One[13]
- 2019 : Jack & Jill[14]
- 2020 : Good Days[15] ft. Dany Synthé
- 2022 : Away From Home

### En featuring
- 2015 : Riva (Restart the Game) - Klingande feat. Broken Back
- 2015 : Fireball - Synapson feat. Broken Back
- 2018 : Wonders - Klingande feat. Broken Back

## Collaboration
- 2017 : Trace ton chemin (sur l'album Gemme de Nolwenn Leroy (co-composition et remix))